# Parc naturel de Sieraków
Pour les articles homonymes, voir Sieraków.
Le parc naturel de Sieraków (en polonais : Sierakowski Park Krajobrazowy) , est un parc naturel de Pologne, couvrant 30 413 hectares. 
Le parc protège une vaste forêt qui est traversée par de nombreuses rivières et qui possède beaucoup de lacs.

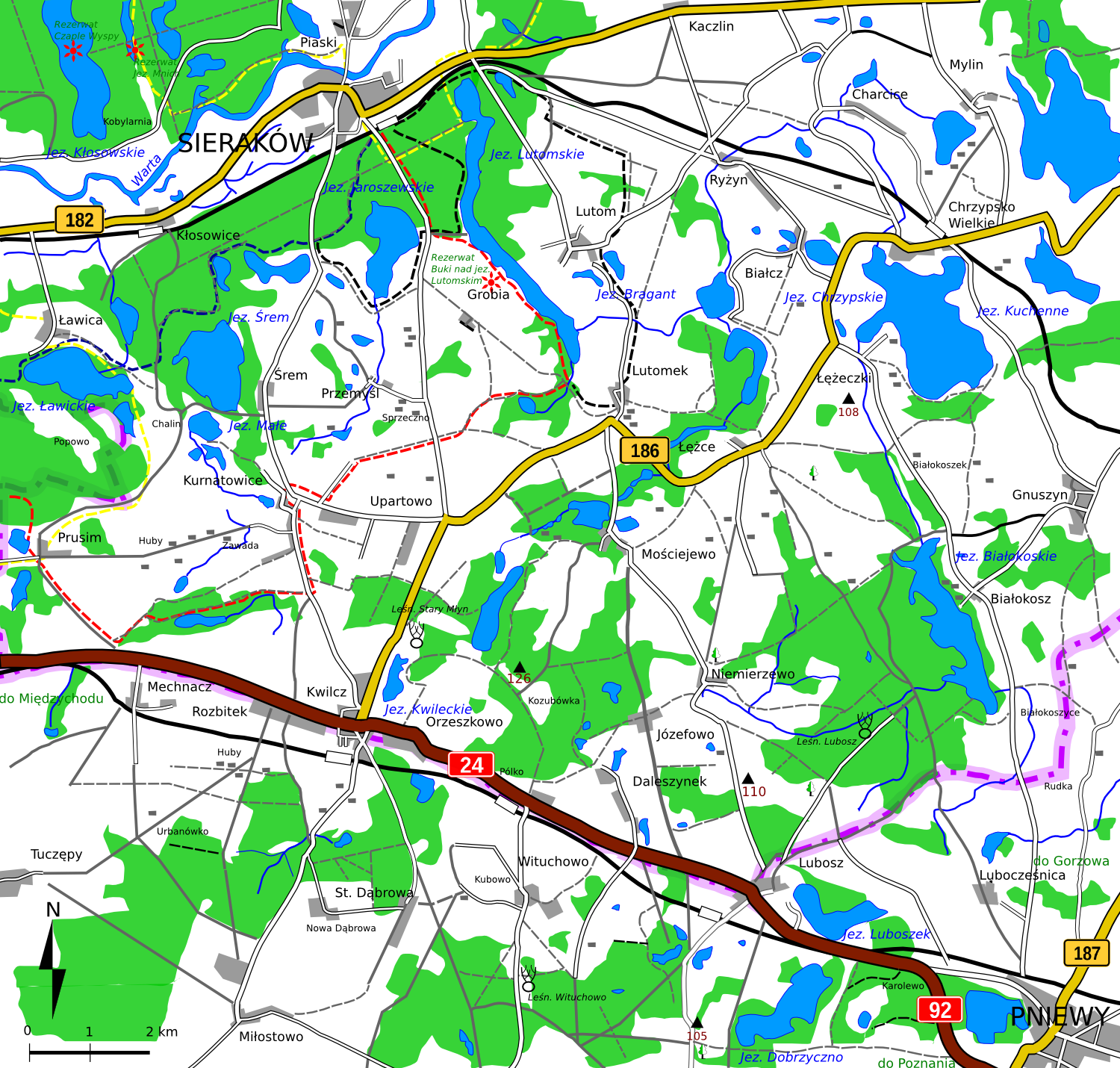
Carte du parc.
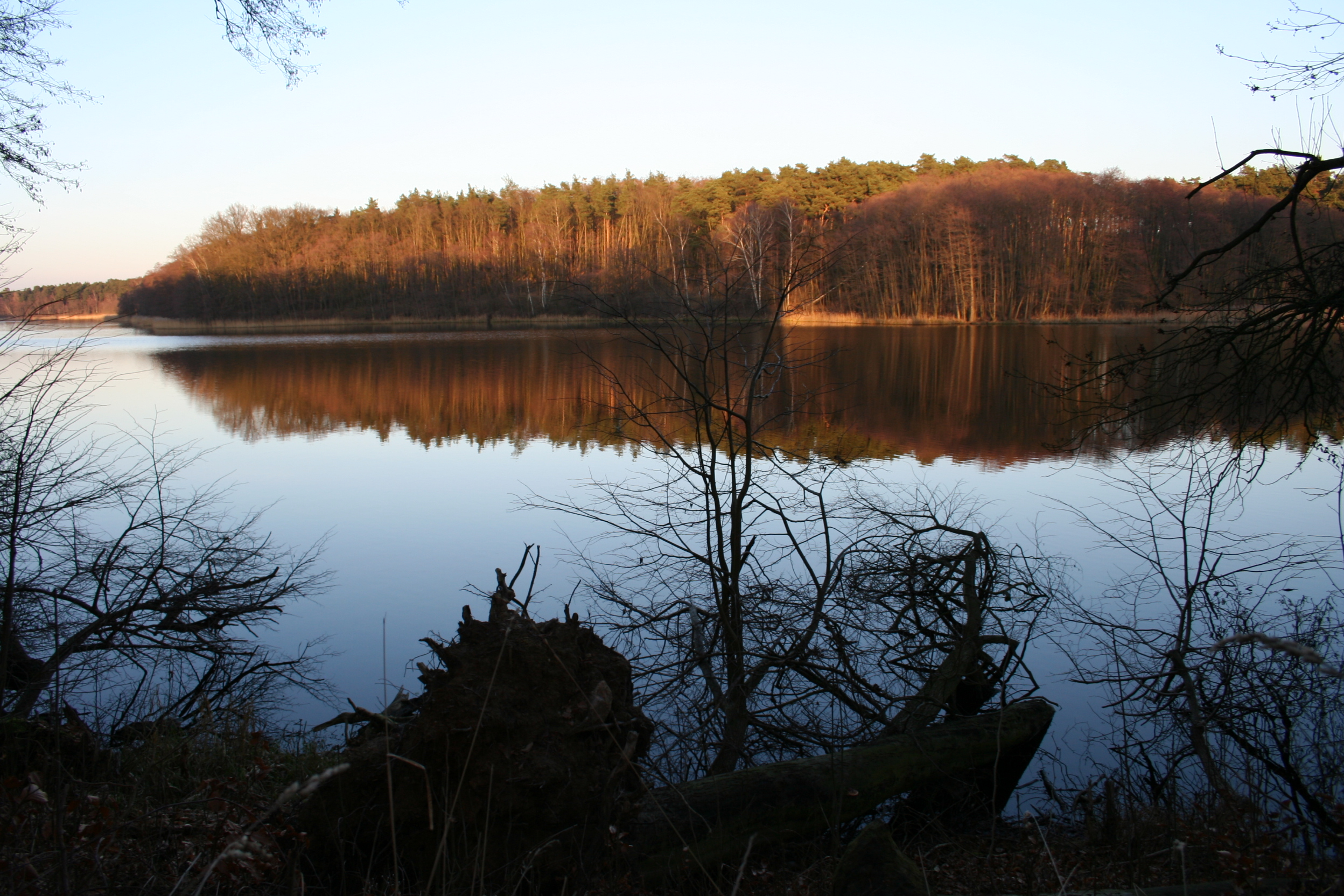
Le lac de Lutom.